# جامعة دكا
جامعة دكا (بالبنغالية: ঢাকা বিশ্ববিদ্যালয় )، هي أقدم جامعة في بنغلاديش الحديثة. تأسست من قبل حكومة الإمبراطورية البريطانية في 1921، على غرار التعليم في أوكسبريدج. عند تأسيسها كانت فيها 12 قسما، قسم العربية والدراسة الإسلامية واحد منها.
اكتسبت جامعة دكا سمعة قوية وعرفت بأنها «أكسفورد الشرق» خلال سنواتها الأولى  وبعد تقسيم الهند، أصبحت الجامعة محور في تشكيل الحركات الديمقراطية في باكستان. ولعب طلابها والمدرسين دوراً محورياً في صعود القومية البنغالية وتحرير بنغلاديش.